# 183635 Helmi
183635 Helmi este un asteroid din centura principală de asteroizi.

## Descriere
183635 Helmi este un asteroid din centura principală de asteroizi. A fost descoperit pe 24 octombrie 2003 la Apache Point Observatory în cadrul programului Sloan Digital Sky Survey. Asteroidul prezintă o orbită caracterizată de o semiaxă mare de 2,35 ua, o excentricitate de 0,20 și o înclinație de 3,6° în raport cu ecliptica.